# Kardos Izrael Jakab
Kardos Izrael Jakab (Nagyvárad, 1872. szeptember 26. – ?, 1907 után) szociáldemokrata agitátor, lapszerkesztő.

## Életútja
A polgári iskola két osztályának elvégzése után a bádogosnak tanult. Az 1890-es évek elején csatlakozott a munkásmozgalomhoz és néhány évvel később már a Magyarországi Szociáldemokrata Párt vezetőembere volt, egészen 1907-ig. 1896-ban az Új Népszava felelős szerkesztője volt. 1905-ben a párt nyomdai vállalkozásának élére került, a Népszava felelős kiadója volt. 1905. április 1-től a párt gazdasági ügyeit is vitte. 1907-ben a munkásmozgalomban való tevékenységét beszüntette.